# Baker's Biographical Dictionary of Musicians
Baker's Biographical Dictionary of Musicians (littéralement « Dictionnaire biographique des musiciens de Baker ») est une référence compilée par Theodore Baker et publiée par G. Schirmer en 1900.

## Histoire
La 5e édition de 1958, la 8e édition de 1992 et la 9e édition de 2001 sont largement réécrites et développées. La 5e édition est réécrite par le nouvel éditeur Nicolas Slonimsky, qui restera éditeur pour plusieurs décennies (jusqu'à la 8e édition en 1992). Il a apporté une influence considérable sur le style et le contenu du dictionnaire. Dans la préparation de la 5e édition, Slonimsky a augmenté la taille de l'ouvrage (à 1 855 pages), et a entrepris un examen approfondi des entrées existantes. Il a déployé un effort considérable à vérifier et corriger des détails biographiques telles que les dates de naissance et de décès par référence à des sources d'archives.
Dans la 8e édition de l'année 1992 ont été révisées 1 300 entrées et 1 100 nouvelles ont été ajoutées, portant l'ouvrage à 2 115 pages, augmentant le nombre de notices concernant les femmes, les musiciens asiatiques, les compositeurs et artistes multimédia, et les ethnomusicologues. La 9e édition de 2001, baptisée la « Centennial Edition », est la première à ne pas être un ouvrage d'un seul volume, puisqu'elle en compte six. Cela est dû en partie à l'augmentation du nombre de notices et en partie en raison de la mise en forme un peu plus généreuse pour améliorer la lisibilité. La 9e édition ouvre une place plus large à la musique populaire et au jazz.

## Éditions
Édition de Theodore Baker (1851–1934)
- Première édition (1900) at archive.org, (numérisé et texte complet) (OCLC 883343)
- Seconde édition (1905) chez Google Livres (numérisé)
- Troisième édition (1919) chez Google Livres, édité aussi par Alfred Remy (numérisé)

Édition de Nicolas Slonimsky (1894–1995)
- Quatrième édition, G. Schirmer Inc. (1940) (OCLC 557935018 et 557935009)
- Fifth edition (1958) at archive.org (scan and full text)
- Sixième édition (OCLC 4808917850)
- Septième édition (1988) (OCLC 17225213)  (ISBN 0-02-872411-9)  (ISBN 9780028724119)
- Huitième édition, Macmillan Publishing Co. (1992) (OCLC 24246972)  (ISBN 0-02-872415-1)  (ISBN 9780028724157)

Édition de Laura Diane Kuhn, PhD (1953)
- Neuvième édition, Schirmer Books (2001) (OCLC 44972043)  (ISBN 0-02-865525-7)  (ISBN 9780028655253)
- Neuvième édition, eBook ISBN (copyright 2001; eBook released 2007)  (ISBN 978-0-02-866091-2)  (ISBN 0028660919)

### Traduction française
- Theodore Baker et Nicolas Slonimsky (trad. Marie-Stella Pâris, préf. Nicolas Slonimsky), Dictionnaire biographique des musiciens [« Baker's Biographical Dictionnary of Musicians »], t. 1 : A-G, Paris, Robert Laffont, coll. « Bouquins », 1995 (réimpr. 1905, 1919, 1940, 1958, 1978), 8e éd. (1re éd. 1900), 4728 p. (ISBN 2-221-06510-7)
- Theodore Baker et Nicolas Slonimsky (trad. Marie-Stella Pâris, préf. Nicolas Slonimsky), Dictionnaire biographique des musiciens [« Baker's Biographical Dictionnary of Musicians »], t. 2 : H-O, Paris, Robert Laffont, coll. « Bouquins », 1995 (réimpr. 1905, 1919, 1940, 1958, 1978), 8e éd. (1re éd. 1900), 4728 p. (ISBN 2-221-06787-8)
- Theodore Baker et Nicolas Slonimsky (trad. Marie-Stella Pâris, préf. Nicolas Slonimsky), Dictionnaire biographique des musiciens [« Baker's Biographical Dictionnary of Musicians »], t. 3 : P-Z, Paris, Robert Laffont, coll. « Bouquins », 1995 (réimpr. 1905, 1919, 1940, 1958, 1978), 8e éd. (1re éd. 1900), 4728 p. (ISBN 2-221-07778-4)